# كريستوفر بيلي
كريستوفر بيلي (بالإنجليزية: Christopher Bailey)‏ هو مصمم أزياء بريطاني، ولد في 11 مايو 1971 في هاليفاكس في المملكة المتحدة.